# Dimeatus mirus
Dimeatus mirus är en sjöpungsart som beskrevs av Monniot 1981. Dimeatus mirus ingår i släktet Dimeatus och familjen Dimeatidae.
Artens utbredningsområde är Södra Ishavet. Inga underarter finns listade i Catalogue of Life.